# Maieutik
 Der er for få eller ingen kildehenvisninger i denne artikel, hvilket er et problem. Du kan hjælpe ved at angive troværdige kilder til de påstande, som fremføres i artiklen.

Maieutik (eller majeutik; af græsk maieutikos 'jordemodergerning') er et begreb eller metode som filosoffen Sokrates anvendte sig af i sin erkendelsesteori. Tanken er at hjælpe den anden med at "føde" de tanker vedkommende bærer på, er svanger med. Mennesket bærer sandheden i sig som det skal lære at kende, og det skal selv opdage den.
Man har senere kaldt denne kunst for den sokratiske metode, den maieutiske metode eller jordemodermetoden. Læreren lokker latent kundskab frem med spørgsmål ud fra elevens egne præmisser, ikke ved at give svarene. Meningen er at den kundskab der kommer frem i en dialog skal opfattes som selvfrembragt viden og ikke som kundskab der kommer udefra.
Kierkegaard var inspireret af Sokrates; følgende citat bringes ofte i pædagogiske sammenhænge:
"... al sand Hjælpen begynder med en Ydmygelse; Hjælperen maa først ydmyge sig under Den, han vil hjælpe, og herved forstaa, at det at hjælpe er ikke det at herske, men det at tjene, at det at hjælpe ikke er at være den Herskesygeste men den Taalmodigste, at det at hjælpe er Villighed til indtil videre at finde sig i at have Uret, og ikke at forstaa hvad den Anden forstaar.